# إذاعة صوت الرب
إذاعة صوت الرب في كندا المعروفة أيضا بالفرنسية Voix du Seigneur وبالإنجليزية Voice of the Lord Radio هي محطة إذاعية كندية ناطقة بـاللغة العربية تذيع البرامج الروحية المسيحية. الإذاعة تبث من مونتريال، كيبيك، كندا عبر الإنترنت.
الإذاعة تبث على مدار 24 ساعة دون توقف، وأغلبية المستمعين من كندا والعالم العربي والقارات الأميركية والأوروبية والآسيوية والأفريقية وجاليات الانتشار العربي في العالم. معظم البرامج تذاع باللغة العربية باستخدام اللهجة اللبنانية مع وجود فقرات باللهجتين السورية والمصرية.
وتستخدم الأذاعة الوسائل الثانوية للبث ومنها الـAndroid ،iPad,iPod ،iPhone

## ملكية وتاريخ
«إذاعة صوت الرب في كندا» هي بإدارة الراهبة جاكي أبي ناصيف وهي من راهبات «سيدة الوردية المقدسة الكندية». الإذاعة هي شركة لا تبغي الربح مسجلة عام 2005 في كندا.
المرشد الأعلى للإذاعة هو سيادة المطران إبراهيم إبراهيم، راعي «أبرشية الروم الملكيين الكاثوليك في كندا»

## البرامج
لـ«إذاعة صوت الرب» شبكة برامج متنوعة تستهدف الناطقين باللغة العربية في كل أنحاء العالم وبشكل خاص المجتمع الكندي – العربي عبر برامج روحية مسيحية، كاثوليكية وأرثوذكسية، وتتضمن البرامج المسجلة والمقابلات الحية والأخبار الروحية والبث المباشر للقداديس والاحتفالات الدينية من مختلف الكنائس العربية المشرقية في كندا وتذيع «صوت الرب» الترانيم والتراتيل الدينية والأغاني الروحية.
كما تتوجه ببعض النشاطات والبرامج للطوائف المسيحية المشرقية من المارونية، والروم الملكيين الكاثوليك والروم الأرثوذكس والكنائس السريانية الكاثوليكية والسريانية الأرثوذكسية والأشوريين والكلدان والطوائف القبطية الأرثوذكسية والكاثوليكية والطوائف الأرمنية.
«إذاعة صوت الرب في كندا» تبث أيضا نشرات أخبار يومية وبرامج حوارية أسبوعية من القسم العربي لمحطة «إذاعة الفاتيكان» والأخبار عبر «تلفزيون المحبة» في لبنان.

## نشاطات
لإذاعة صوت الرب نشاطات إضافية مثل تنظيم الأمسيات الروحية مع مرنّمين من لبنان والعالم العربي وكندا وتقيم الحفلات السنوية والخلوات الروحية، والمخيمات الشبابية، وصفوف خاصة للأطفال والاحتفال بمختلف الأعياد الدينية المسيحية.
تنظم الإذاعة الرحلات وومنذ عام 2007، لها مهرجان سنوي هو «مهرجان إذاعة صوت الرب» يقام على عيد الرب في أغسطس/آب من كل عام في مونتريال، كندا. كما تعدّ الإذاعة مسرحيات معظمها للمخرج المسرحي كميل خليل وتأليف فيروز حنا نصار والبعض منها موجهة للأطفال والشباب من تأليف وسيناريو سيلاني أبي ناصيف.

## وصلات خارجية
- موقع الإذاعة الرسمي بالعربية www.sawtelrab.org
- موقع الإذاعة الرسمي بالفرنسية www.voixduseigneur.org
- موقع الإذاعة الرسمي بالإنجليزية www.voiceofthelord.org
- موقع الإذاعة عبر الفيسبوك  على فيسبوك.